# Rivière Champlain
Pour les articles homonymes, voir Champlain.
La rivière Champlain est  un cours d'eau situé sur la rive nord du fleuve Saint-Laurent, dans la région administrative de la Mauricie, au Québec, au Canada. Cette rivière coule du nord au sud pour se jeter dans l'estuaire du Saint-Laurent à la hauteur de Champlain, entre la rivière Saint-Maurice et la rivière Batiscan. 

## Hydrographie
La rivière Champlain prend sa source dans la partie ouest du bassin, par l'écoulement des eaux de la moraine qui cheminent vers le lac Morin à Notre-Dame-du-Mont-Carmel. Son parcours totalise 68 km et prend fin dans le fleuve Saint-Laurent, soit 4,9 km à l'est du village de Champlain. Les eaux du bassin tirent également leurs sources de la rivière Brulée (moraine Saint-Narcisse) et de la tourbière de Lac-à-la-Tortue via les rivières au Lard et à la Fourche.
La SAMBBA, l'organisme de bassin versant Batiscan-Champlain, a reçu des investissements permettant la réalisation d'un projet de restauration de l'habitat du Ammocrypta pellucida. – Dard de sable. – Eastern Sand Darter, Sand Darter, Northern Sand Darter, Sand Darter, dans la rivière Champlain, de même que du Percina copelandi.– Fouille-roche gris. – Channel Darter, Copeland's Darter, deux espèces de poisson à statut précaire. 

Embouchure de la rivière dans le fleuve Saint-Laurent, Champlain
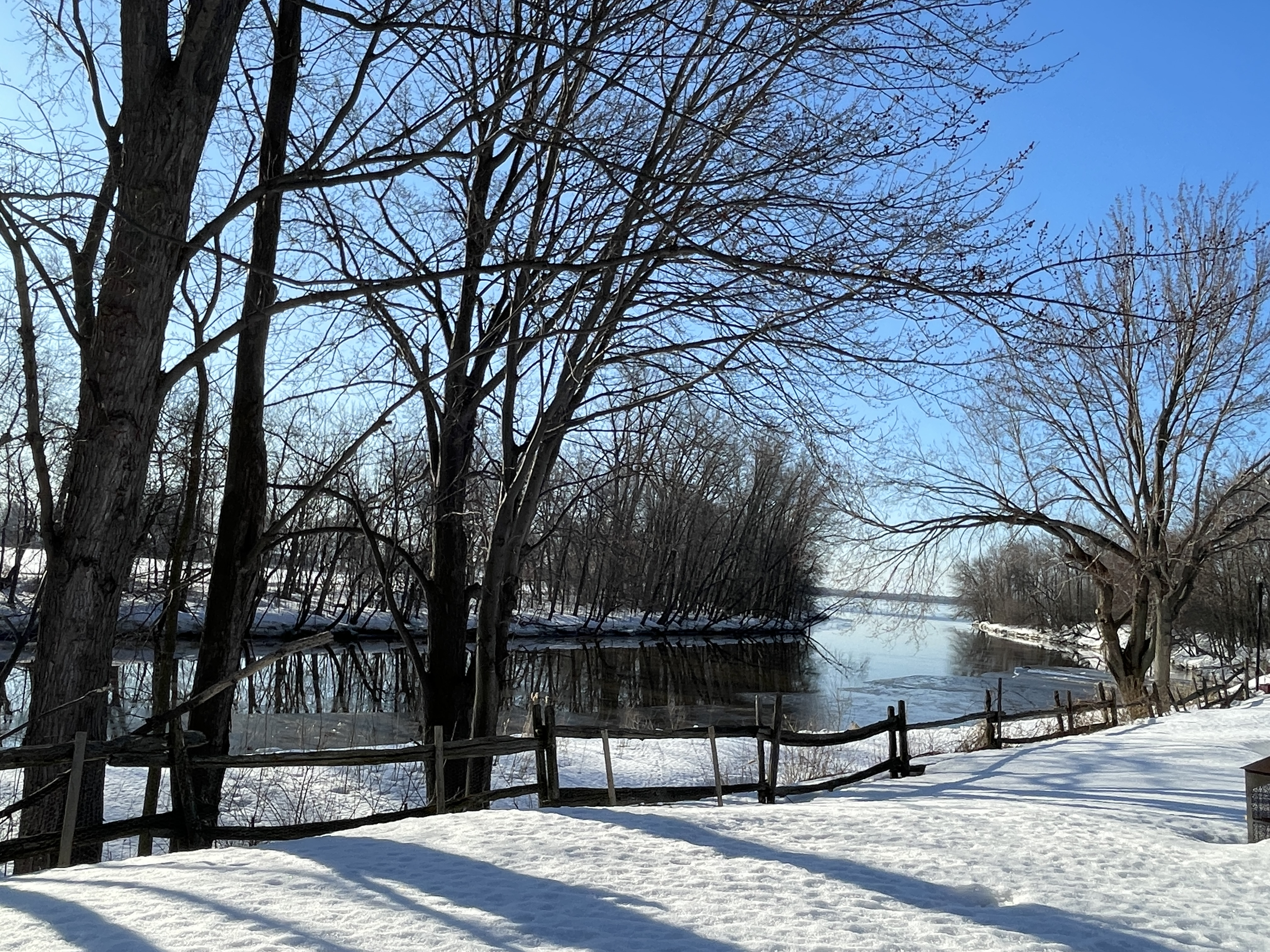
Chemin du Roy (route 138)
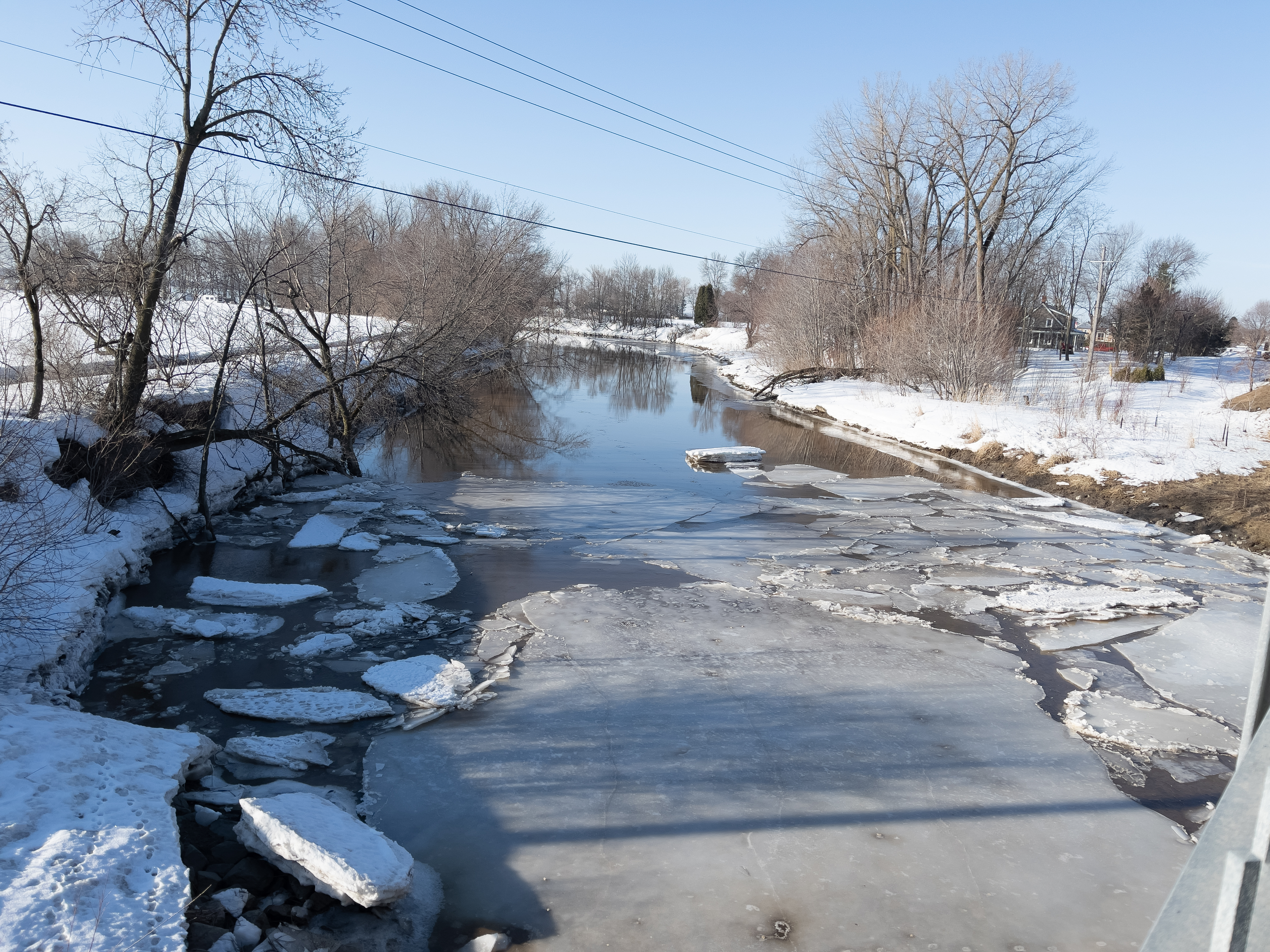
Du pont P-1476[6], Chemin du Roy (route 138)
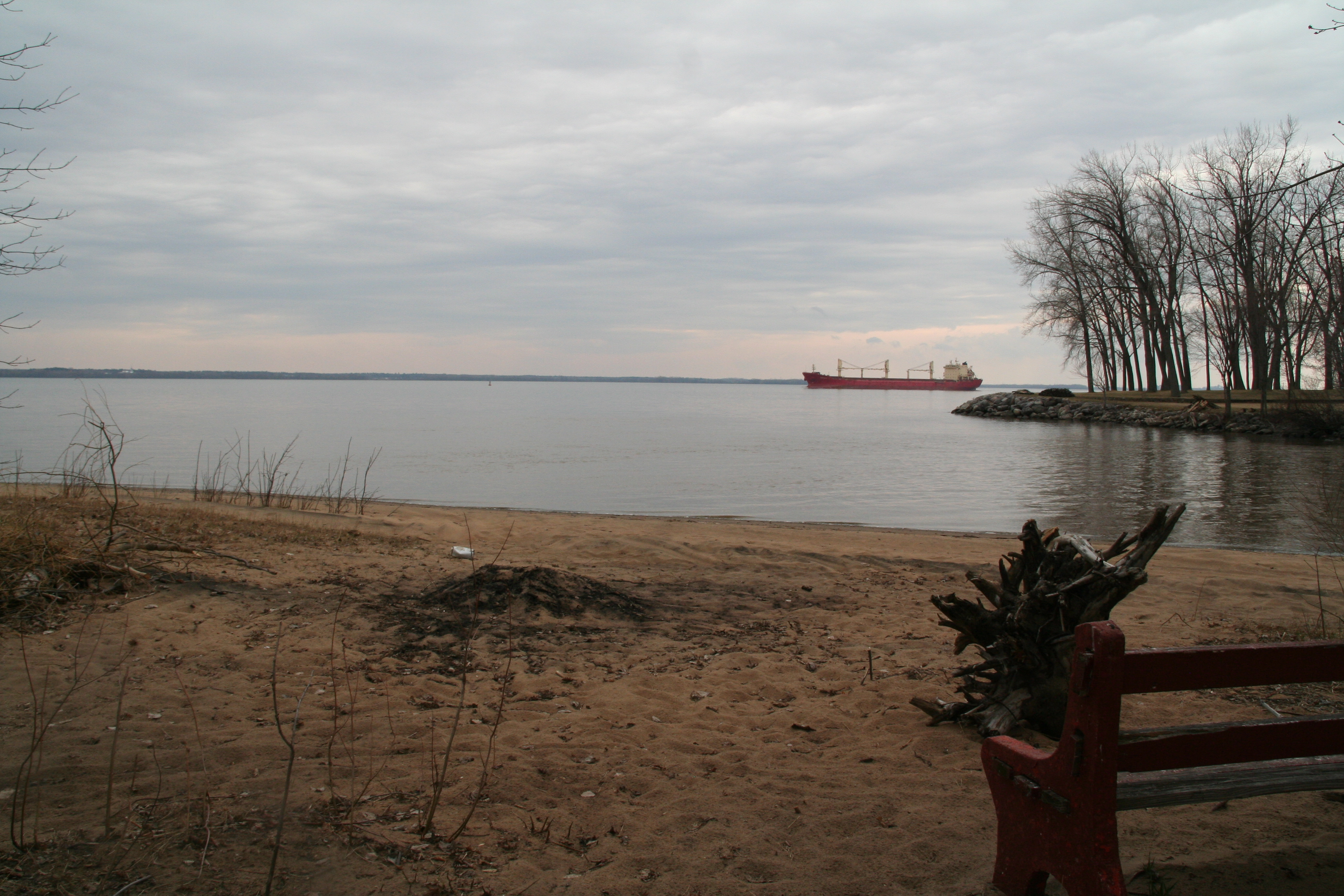
La rivière se jette dans le fleuve Saint-Laurent

Rivière Champlain
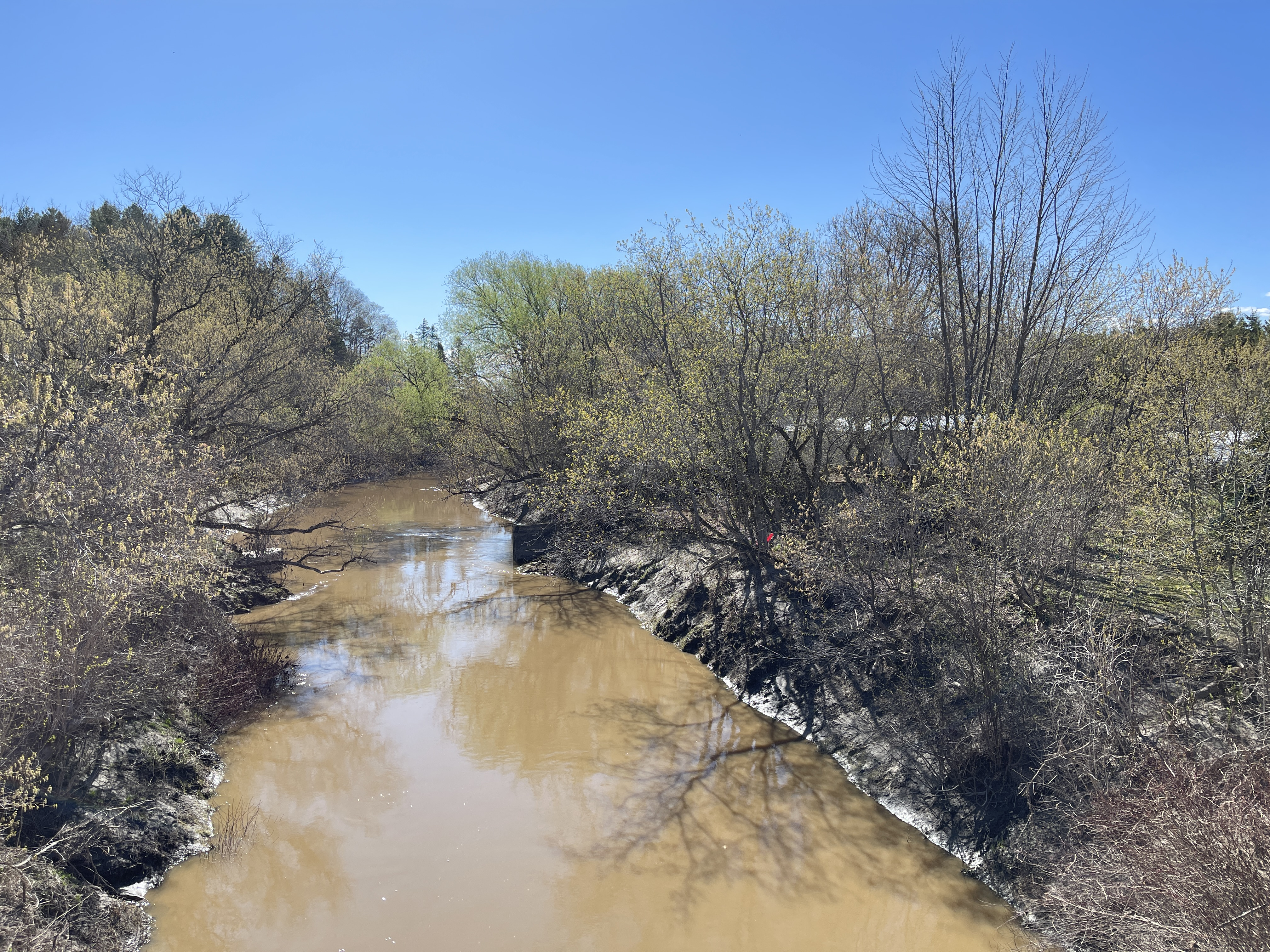
Du pont P-17667[7], route Sainte-Marie, Champlain
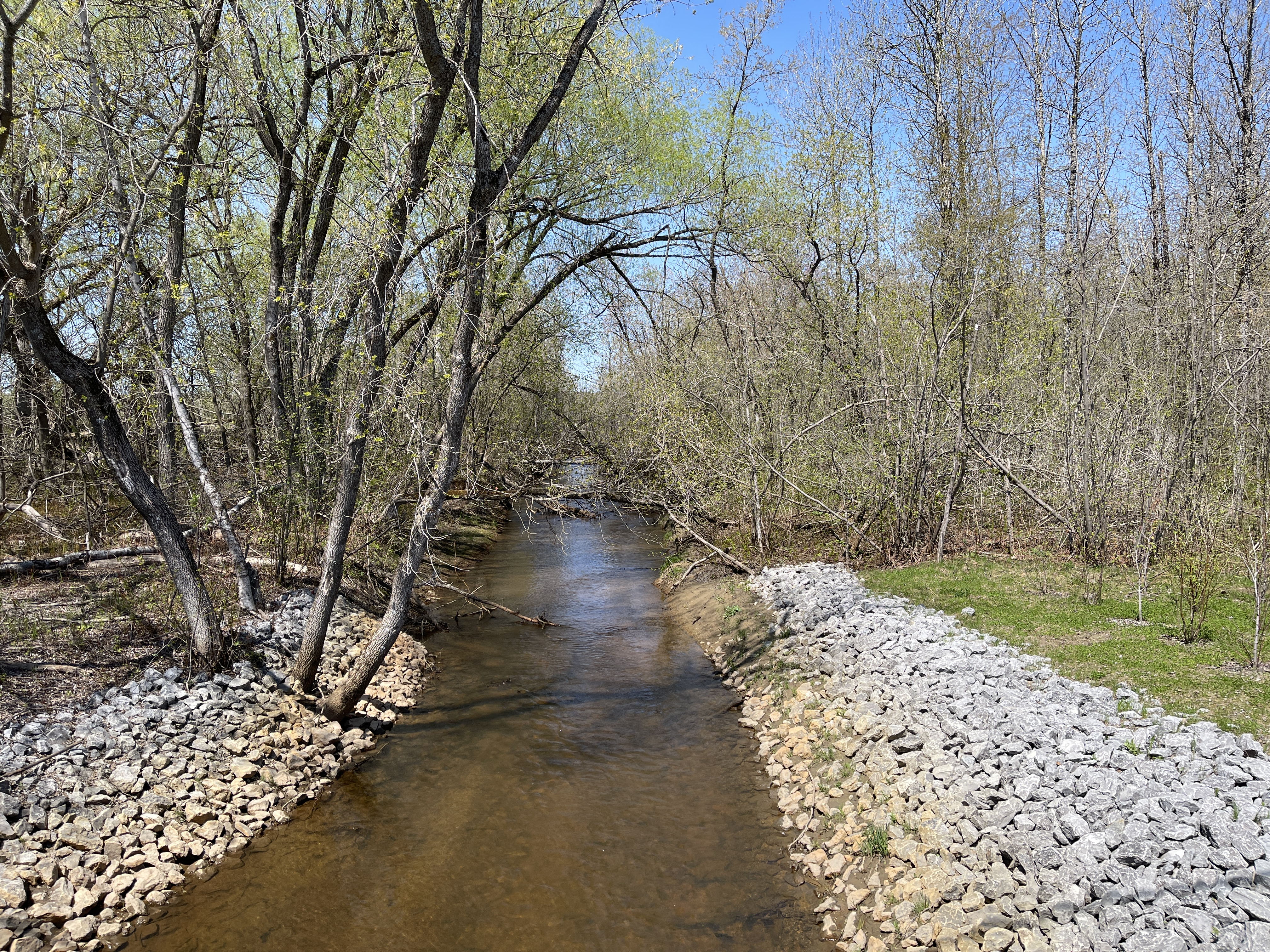
Rivière Champlain, du pont P-18914[8], rue des Marguerites, Trois-Rivières
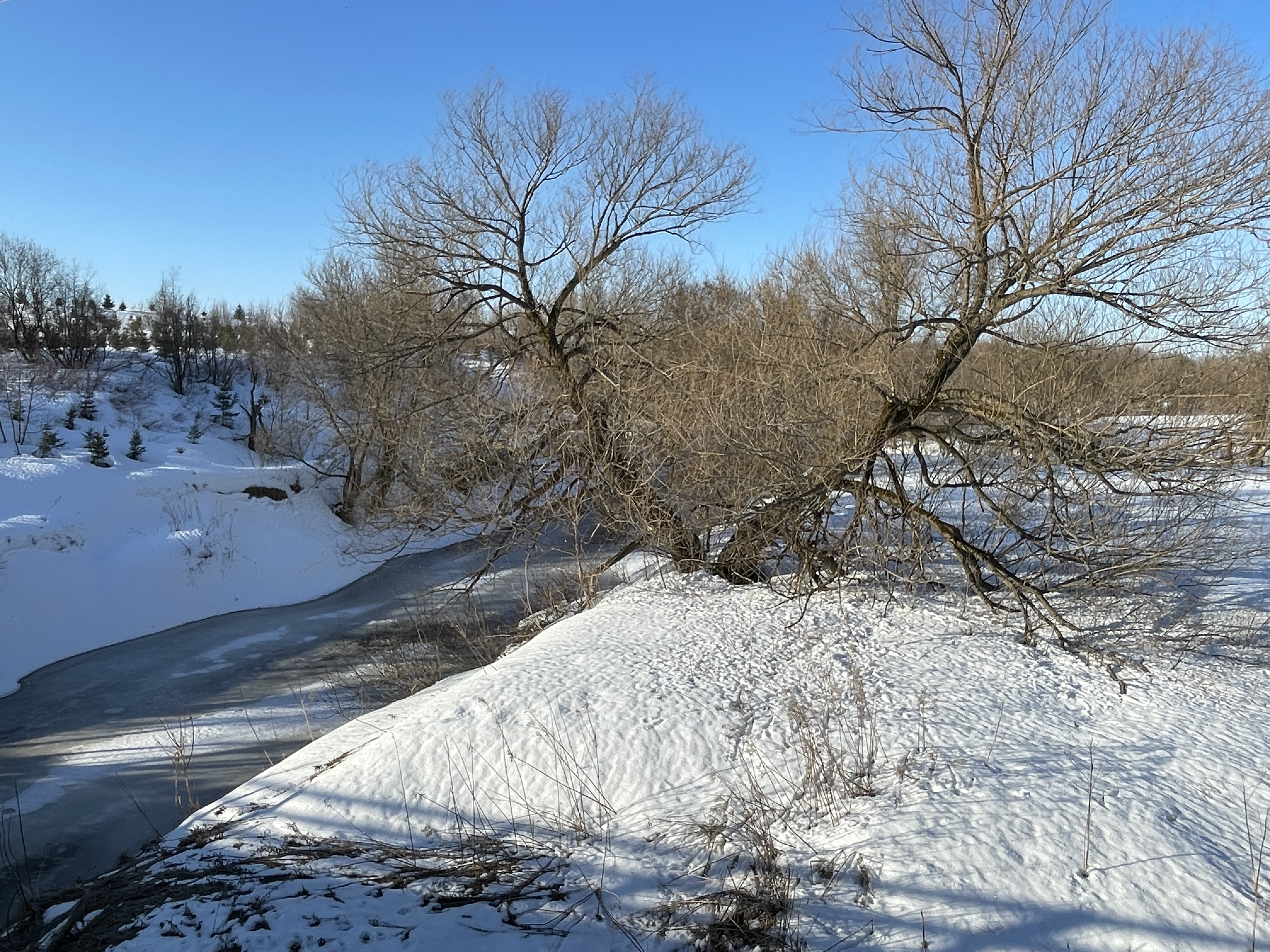
Du pont P-01570[9], route 359 Sud, Saint-Luc-de-Vincennes

## Géographie

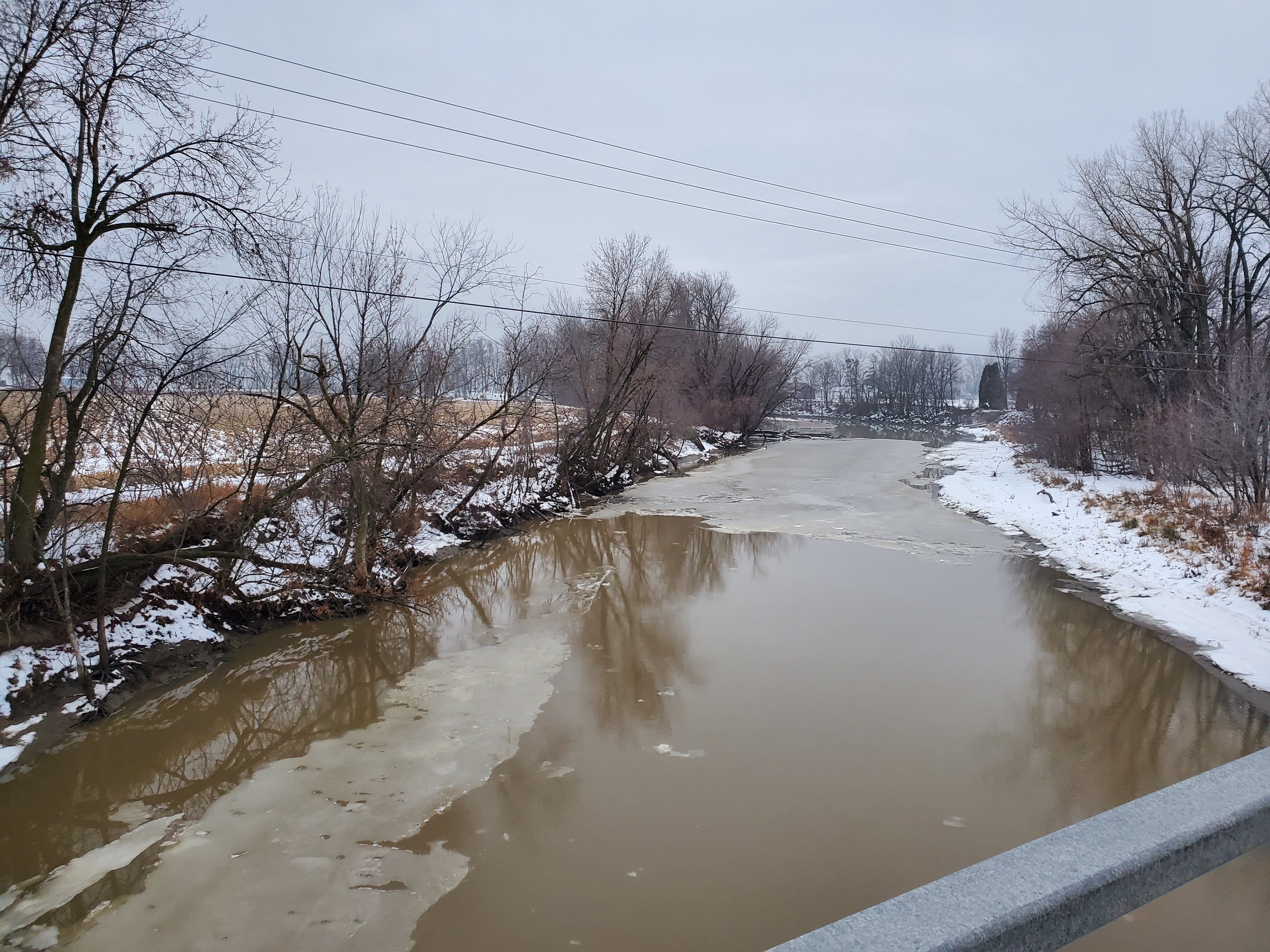
Rivière Champlain, vers l'aval, du pont sur la route 138, Champlain, QC.

La rivière Champlain est située presque à la limite entre les seigneuries de Champlain et Batiscan. 
Le territoire de la rivière Champlain est constitué de neuf municipalités, dont sept appartiennent à la MRC Les Chenaux : Batiscan,  Champlain, Notre-Dame-du-Mont-Carmel, Sainte-Geneviève-de-Batiscan, Saint-Luc-de-Vincennes, Saint-Maurice
L’ouest du bassin versant se retrouve sur le territoire de la Ville de Trois-Rivières, soit dans les districts de : Sainte-Marthe-du-Cap, Châteaudun, Saint-Louis-de-France. Une partie située au nord du territoire se retrouve à l’intérieur des limites administratives de la ville de Shawinigan dans le secteur de Lac-à-la-Tortue.
La rivière Champlain se divise en quatre branches distinctes qui se connectent à la branche principale. Elle est caractérisée par la présence de plusieurs méandres, dont un certain nombre sont abandonnés en bordure de la rivière près de son embouchure.
Le bassin versant de la rivière Champlain est divisé en cinq sous-bassins : les sous-bassins des quatre embranchements en amont du tronçon principal, soit de l’ouest vers l’est, les sous-bassins des rivières Champlain (amont), Rivière Brûlée, Rivière au Lard et Rivière à la Fourche, et le sous-bassin de la portion aval de la rivière Champlain dans laquelle s’écoulent les quatre branches. Sa pente varie de 5,0 m/km dans le sous-bassin de la Rivière Brûlée jusqu'à 0,7 m/km dans le sous-bassin de la portion aval de la rivière Champlain.

## Glissements de terrain
Les berges de la rivière Champlain sont composées d'argiles marines, soit une variété beaucoup plus instable que les autres types d'argile, favorisant les glissements de terrain lorsque l'eau s'accumule dans le terrain argileux.
Plusieurs glissements de terrain se sont produits à Saint-Luc-de-Vincennes :
- 1823 : Coulée d'argile à Leda.
- 1878 : Coulée d'argile à Leda.
- 1895 : Coulée d'argile à Leda ; bilan de 5 morts.
- 1981 : Coulée d'argile à Leda.
- Septembre 1986 : Coulée d'argile à Leda, emportant une partie de la route et des terrains vacants[12].
- Novembre 2016 : Un glissement de terrain majeur est survenu dans la nuit du 9 au 10 novembre 2016, dans le rang Saint-Joseph-Ouest, dans les limites de Saint-Luc-de-Vincennes. Le terrain a commencé à bouger le 9 novembre vers 23h30. Le site du glissement est situé à environ un kilomètre du site du glissement de 1986 lequel était deux fois plus important que celui de 2016. Cette catastrophe naturelle a généré un grand cratère de la dimension d'un terrain de baseball, soit environ 160 mètres de largeur et d'une profondeur variant entre 2 et 10 mètres, entre des bâtiments de ferme et le bord de la rivière Champlain. Des milliers de tonnes d'argile et de terre ont glissé dans le lit de la rivière bloquant complètement le flux d'eau sur plusieurs dizaines de mètres. L'eau a monté pour se frayer un nouveau cours. Deux habitations ont été évacuées et un périmètre de sécurité de 200 mètres a été établi autour du cratère. Ce glissement de terrain faisait suite à un autre mineur survenu la veille, ainsi qu'un autre deux semaines plus tôt entrainant dans la rivière l'équivalent d'un acre de terrain[13],[14].

## Toponymie
Samuel de Champlain donna lui-même son nom à cette rivière. Elle est signalée pour la première fois sur la carte de 1612 de Samuel de Champlain, reportée à nouveau sur sa carte de 1632. Ce nom, Champlain, fut ensuite donné à la seigneurie (1664), la paroisse (1665), le comté provincial (1829), la municipalité (1845), le comté fédéral (1867) et le comté de recensement.
Le toponyme rivière Champlain a été officiellement inscrit à la Banque des noms de lieux de la Commission de toponymie du Québec le 5 décembre 1968.

## Histoire
En 1863, Stanislas Drapeau écrivait que la rivière Champlain « posséd[ait] beaucoup de pouvoirs d'eau, et donn[ait] le mouvement à des moulins à farine et à scies, ainsi qu'à la grande tannerie de M. Richardson, de Québec ».
Vers 1800, Mathew Bell y fit ériger un moulin comptant 32 scies. Incendié en 1850, il fut remplacé par un moulin de 20 scies et une tannerie appartenant à L. Osborne Richardson. La tannerie fut déménagée vers les Cantons-de-l'est vers 1875.